# Nguyễn Quý Viện
Nguyễn Quý Viện sinh ngày 14 tháng 4 năm 1942 tại Hà Nội, là họa sĩ thiết kế lĩnh điện ảnh người Việt Nam.

## Tác phẩm
| Năm         | Tựa đề                 | Đạo diễn       | Chú thích |
| ----------- | ---------------------- | -------------- | --------- |
| 1982 - 1987 | Ván bài lật ngửa       | Khôi Nguyên    | [ 1 ]     |
| 1982        | Người không mang súng  | Lê Văn Duy     | [ 1 ]     |
| 1988        | Biệt thự Hoài Thu      | Xuân Cường     | [ 1 ]     |
| 1988        | Tất cả cùng say        | Xuân Cường     | [ 1 ]     |
| 1997        | Nước mắt muộn màng     |                | [ 1 ]     |
|             | Đứa con vị thần linh   |                | [ 1 ]     |
|             | Ngày ấy ở quê tôi      |                | [ 1 ]     |
| 1993        | Đoạn cuối thiên đường  | Hồng Sến       | [ 1 ]     |
|             | Vết nhơ không dấu      |                | [ 1 ]     |
| 1996        | Bụi hồng               | Hồ Quang Minh  | [ 1 ]     |
| 1996        | Người đàn bà không con | Bùi Cường      | [ 1 ]     |
| 2000        | Cấp cứu                | Phạm Ngọc Châu | [ 1 ]     |

## Giải thưởng
- Liên hoan phim Việt Nam lần thứ 11 - Họa sĩ xuất săc với bộ phim Bụi Hồng.[2]